# Ozero Buzje
Ozero Buzje (ryska: Озеро Буже) är en sjö i Belarus.   Den ligger i voblasten Vitsebsks voblast, i den norra delen av landet, 200 km norr om huvudstaden Minsk. Ozero Buzje ligger 141 meter över havet. Arean är 3,3 kvadratkilometer. Den sträcker sig 2,7 kilometer i nord-sydlig riktning, och 2,7 kilometer i öst-västlig riktning.
I omgivningarna runt Ozero Buzje växer i huvudsak blandskog. Runt Ozero Buzje är det glesbefolkat, med 16 invånare per kvadratkilometer.